# Henri Hillion de Coatmoc'han
 (décembre 2019).
Henri Hillion de Coatmoc'han (en religion Frère Koulmer ou Père Henri), né le 29 mai 1923 à Pédernec en Bretagne et mort le 14 septembre 1980 à Lannion d'une congestion cérébrale, est un des restaurateurs des Chrétientés celtiques en France[réf. nécessaire], et particulièrement en Bretagne. 
Il fut le fondateur de l'ordre monastique d'Avallon, des Compagnons Missionnaires Celtiques et de l'abbaye de Run Meno.

## Biographie
Henri Hillion fait ses études dans un établissement catholique puis étudie en Suisse la théologie dans un séminaire baptiste de Genève. Plus tard, il se retrouve tour à tour journaliste, chimiste, ingénieur-administrateur, rédacteur en contentieux d'assurances ou encore directeur d'usine.
De retour en Bretagne, d'abord à l'île de Groix, puis dans les années 1960 à Arzon, il est comptable à la criée, puis éditeur. C'est alors qu'il réalise le blason arzonnais[réf. nécessaire]. Après son départ en 1968, il rencontre l'archevêque de l'Église celtique de Bretagne dépendant du patriarcat de Glastonbury. Puis, devenu abbé de l'ordre de Saint-Colomban, il s'installe aux Sept-Saints en Vieux-Marché. 
À la suite de nombreuses persécutions de la part du clergé local, Henri et ses moines ferment le prieuré de l'ordre de Saint-Colomban et s'installent sur la colline de Run Meno où il fonde l'ordre monastique d'Avallon puis l'association cultuelle des Compagnons missionnaires celtiques. L'abbaye de Run Meno reçoit alors jusqu'à 18 000 visiteurs par an. Membre du Gorsedd de Bretagne, il y côtoie également Dom Alexis Presse, reconstructeur de l'abbaye de Boquen.
À la suite de complications avec ses supérieurs hiérarchiques, il est excommunié par Glastonbury et entre alors dans la lignée orthodoxe d'Antioche en recevant le 23 octobre 1976, la consécration épiscopale, tout en poursuivant ses travaux de chimie qui lui permettent d'aboutir à la mise au point d'une vingtaine d'huiles odorantes destinées à soulager les malades. Grand théologien et grand liturge, il laisse des écrits d'une grande spiritualité et une restauration de la liturgie celtique très proche de l'esprit des origines, en pleine communion avec l'ensemble de la création. 
Il décède d'une attaque cérébrale en 1980 à l'hôpital de Lannion. Il est inhumé dans le cimetière de Bégard en présence de nombreuses personnalités[réf. nécessaire] : prêtres romains et orthodoxes, druides du Collège de Bretagne, responsables du Mouvement Culturel Breton et artistes dont Alan Stivell qui lui rend un dernier hommage musical à la harpe, harpe qui avait été donnée à son père par Henri lui-même. Henri Hillion, de petite noblesse bretonne, descendant des Coatmohan par sa mère, avait bien mérité son surnom de P'tit Prince[réf. nécessaire].